# Lancy
Lancy es una ciudad y comuna suiza del cantón de Ginebra. Limita al norte con las comunas de Ginebra y Vernier, al este con Carouge, al sur con Plan-les-Ouates y al oeste con Onex.

## Transportes
Ferrocarril
Existe una estación de tren que permite tener un servicio frecuente de trenes Regio con Ginebra y Coppet entre otras localidades.